# Aymara

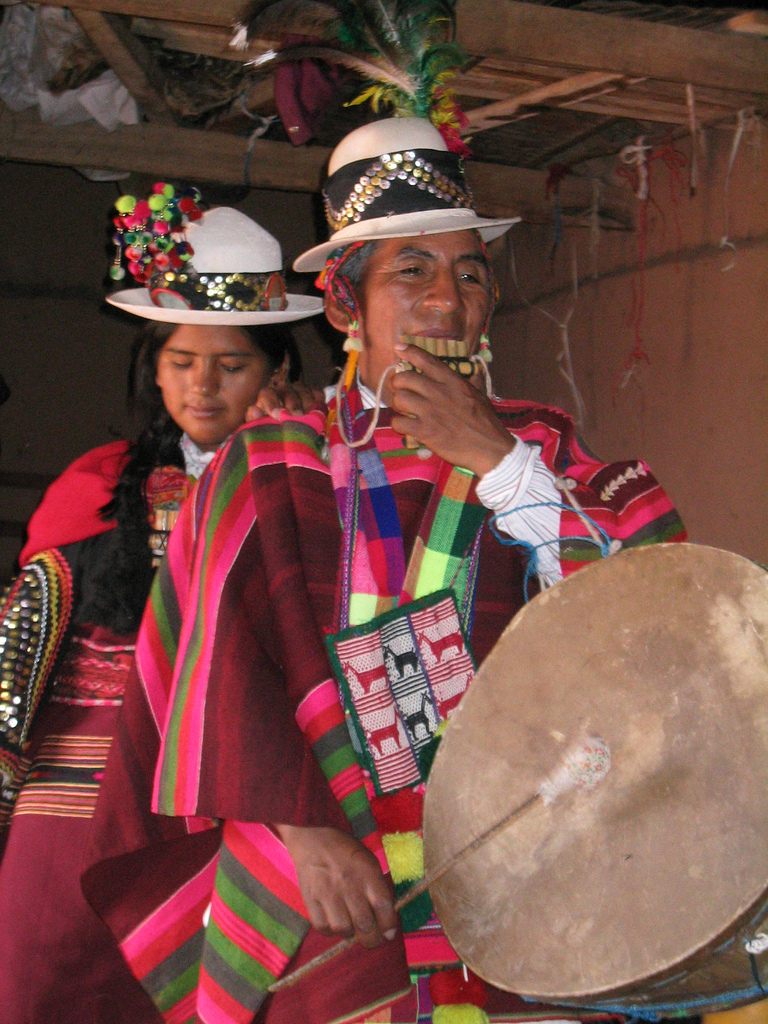
Aymaramusiker

Wiphala, den aymaranska flaggan

Aymara är ett större urfolk (2–3 miljoner invånare), som ännu bildar en väsentlig del av Bolivias befolkning, men som i äldre tider verkar ha haft än större utbredning, att döma av en mängd ortnamn i södra och mellersta Peru. Det antas ha invandrat från norr och slagit sig ned vid Titicacasjön samt sedan utbrett sig åt sydöst till Chuquisaca, åt väster till havet och såsom Collas (”högländare”) åstadkommit en högkultur redan före inkatiden. Många anser att inkasläkten tillhörde detta folk och att aymaraspråket möjligen var inkas hovspråk.
I våra dagar talas detta språk av människor mest kring Puno, La Paz, Oruro samt på Kordiljärernas östra sluttningar. 